# SS President Hoover
El SS President Hoover fue un transatlántico de lujo estadounidense construido para Dollar Steamship Lines. Se terminó en 1930 y proporcionó un servicio transpacífico entre Estados Unidos y el Extremo Oriente. El 11 de diciembre de 1937 encalló en la isla de Formosa (ahora conocida como Taiwán) durante un tifón y fue declarado pérdida total. El crucero japonés Ashigara ayudó en el rescate. El President Hoover tenía un barco gemelo, el SS President Coolidge, que se completó en 1931, se convirtió en buque de transporte de tropas en 1941 y se perdió después de chocar contra minas mientras intentaba ingresar al puerto de Espíritu Santo en 1942.